# Nemodermatales
Nemodermatales é uma ordem monotípica de macroalgas da classe Phaeophyceae (algas castanhas) cuja única família é Nemodermataceae. Esta família por sua vez é também um táxon monotípico tendo como único género Nemoderma com uma única espécie, Nemoderma tingitanum.